# Homewrecker
"Homewrecker" é uma canção gravada pela cantora e compositora galesa Marina and the Diamonds, contida em seu segundo álbum de estúdio, Electra Heart. Foi lançado em 2 de abril de 2012 como um single promocional.

## Versão acústica
Em 30 de março de 2012, Marina lançou um clipe da versão acústica da canção.

## Recepção da crítica
Pete Clark, do Evening Standard concordou com isso, comentando que "Marina se destaca nos momentos mais lentos das canções, como em ['Primadonna'], 'Lies', 'Valley of the Dolls' e 'The State of Dreaming', onde seus arrebatadores vocais se misturam a uma batida electro-pop, trazem a memória Kate Bush tendo opções mais fáceis do que as de seus dias mais recentes." Ele ainda disse que "a melhor [música] entre todas é 'Homewrecker', com uma letra-narrada épica, na qual os Pet Shop Boys não teriam vergonha de colocar sua assinatura."